# Brandon Saad
Brandon Saad, född 27 oktober 1992, är en amerikansk professionell ishockeyspelare som spelar för St. Louis Blues i National Hockey League (NHL). Han draftades i andra rundan som 43:e spelare totalt av Chicago Blackhawks vid NHL Entry Draft 2011. Han vann Stanley Cup med Blackhawks 2013 och 2015. Han trejdades därefter till Columbus Blue Jackets före säsongen 2015–16 där han spelade två säsonger innan Blackhawks trejdade tillbaka honom säsongen 2017–18. Saad trejdades till Colorado Avalanche före säsongen 2020–21.

## Statistik

### Klubbkarriär
| 2008–09    | Mahoning Valley Phantoms | NAHL       | 47  | 29  | 18  | 47  | 48  | 7   | 5  | 1  | 6  | 10 |
| 2009–10    | U.S. NTDP Juniors        | USHL       | 24  | 12  | 14  | 26  | 18  | —   | —  | —  | —  | —  |
| 2009–10    | U.S. NTDP U18            | USDP       | 39  | 17  | 15  | 32  | 34  | —   | —  | —  | —  | —  |
| 2010–11    | Saginaw Spirit           | OHL        | 59  | 27  | 28  | 55  | 47  | 12  | 3  | 9  | 12 | 10 |
| 2011–12    | Saginaw Spirit           | OHL        | 44  | 34  | 42  | 76  | 38  | 12  | 8  | 9  | 17 | 4  |
| 2011–12    | Chicago Blackhawks       | NHL        | 2   | 0   | 0   | 0   | 0   | 2   | 0  | 1  | 1  | 0  |
| 2012–13    | Rockford IceHogs         | AHL        | 31  | 8   | 12  | 20  | 10  | —   | —  | —  | —  | —  |
| 2012–13    | Chicago Blackhawks       | NHL        | 46  | 10  | 17  | 27  | 12  | 23  | 1  | 5  | 6  | 4  |
| 2013–14    | Chicago Blackhawks       | NHL        | 78  | 19  | 28  | 47  | 20  | 19  | 6  | 10 | 16 | 6  |
| 2014–15    | Chicago Blackhawks       | NHL        | 82  | 23  | 29  | 52  | 12  | 23  | 8  | 3  | 11 | 6  |
| 2015–16    | Columbus Blue Jackets    | NHL        | 78  | 31  | 22  | 53  | 14  | —   | —  | —  | —  | —  |
| 2016–17    | Columbus Blue Jackets    | NHL        | 82  | 24  | 29  | 53  | 8   | 5   | 1  | 2  | 3  | 0  |
| 2017–18    | Chicago Blackhawks       | NHL        | 82  | 18  | 17  | 35  | 14  | —   | —  | —  | —  | —  |
| 2018–19    | Chicago Blackhawks       | NHL        | 80  | 23  | 24  | 47  | 12  | —   | —  | —  | —  | —  |
| 2019–20    | Chicago Blackhawks       | NHL        | 58  | 21  | 12  | 33  | 16  | 9   | 2  | 3  | 5  | 2  |
| 2020–21    | Colorado Avalanche       | NHL        | 44  | 15  | 9   | 24  | 12  | 10  | 7  | 1  | 8  | 12 |
| 2021–22    | St. Louis Blues          | NHL        | 78  | 24  | 25  | 49  | 10  | 12  | 2  | 3  | 5  | 4  |
| NHL totalt | NHL totalt               | NHL totalt | 710 | 208 | 212 | 420 | 130 | 103 | 27 | 28 | 55 | 34 |

### Internationellt
| År            | Lag                | Turnering     | Resultat      |    | Matcher | Mål | Assist | Poäng | Utv |
| ------------- | ------------------ | ------------- | ------------- | -- | ------- | --- | ------ | ----- | --- |
| 2009          | USA                | U17           | 3             | 7  | 6       | 5   | 11     | 2     |     |
| 2010          | USA                | U18           | 1             | 7  | 3       | 3   | 6      | 4     |     |
| 2012          | USA                | JVM           | 7:a           | 6  | 1       | 5   | 6      | 0     |     |
| 2016          | Team North America | WCH           | 5:a           | 3  | 0       | 0   | 0      | 2     |     |
| Junior totalt | Junior totalt      | Junior totalt | Junior totalt | 20 | 10      | 13  | 23     | 6     |     |
| Senior totalt | Senior totalt      | Senior totalt | Senior totalt | 3  | 0       | 0   | 0      | 2     |     |

## Meriter och utmärkelser
| Merit                                                  | År         |  |
| ------------------------------------------------------ | ---------- |  |
| NAHL                                                   |            |  |
| First All-Star Team                                    | 2008–09    |  |
| Rookie of the Year                                     | 2008–09    |  |
| OHL                                                    |            |  |
| First All-Star Team                                    | 2011–12    |  |
| William Hanley Trophy – (Most Sportsmanlike Player)    | 2011–12    |  |
| AHL                                                    |            |  |
| CCM/AHL Player of the Week (Jan. 13)                   | 2012–13    |  |
| NHL                                                    |            |  |
| All-Rookie Team                                        | 2012–13    |  |
| Stanley Cup (Chicago Blackhawks)                       | 2013, 2015 |  |
| NHL All-Star                                           | 2016       |  |
| International                                          |            |  |
| World U-17 Hockey Challenge – Tournament All-Star Team | 2009       |  |